# Iranattus
Iranattus Prószynski, 1992 è un genere di ragni appartenente alla famiglia Salticidae.

## Etimologia
Il nome deriva, per la prima parte, dall'Iran, luogo di rinvenimento degli esemplari, e per la seconda parte dal suffisso -attus, caratteristico di vari generi della famiglia Salticidae, un tempo denominata Attidae.

## Distribuzione
L'unica specie oggi nota di questo genere è un endemismo dell'Iran.

## Tassonomia
A dicembre 2010, si compone di una sola specie:
- Iranattus rectangularis Prószynski, 1992[2] — Iran